# 公共广播公司
公共广播公司是美国一家非营利性质的私人公司。其于1967年依据美国国会的相关立法而成立，由美国人民出钱资助。公司标志自2000年开始使用，而其成立目的在于促进和支持美国的公共广播事业。公共广播公司的宗旨是确保美国人民能够普遍获得非商业的高质量内容及电信服务。为了实现这一目标，它将其资金的70%分配给全美1,400多家本地公共广播电台和电视台。
在2025年拨款撤销法案通过后，公共广播公司于2025年8月1日宣布，将在截至9月30日的财政年度结束前裁减大部分员工并停止运营，仅保留少量核心人员直至2026年1月，以负责分配剩余资金及版税。

## 公司历史
公共广播公司成立于1967年11月7日，以响应时任美国总统林登·约翰逊所签署生效的《1967年公共广播法》。这个成立的新组织最初选择与全国教育电视联播网合作，而全国教育电视联播网此后会演变成公共广播电视公司。小沃德·张柏林（Ward Chamberlin Jr.）是公共广播公司的首任运营官。1968年3月27日，它在哥伦比亚特区注册为非营利组织。1969年，公共广播公司与私人团体商议成立了公共广播电视公司。
1970年2月26日，它又成立了全国公共广播电台，这是一个公共广播电台网络。与公共广播电视公司不同的是，全国公共广播电台只负责分发其制作的广播节目。2002年5月31日，公共广播公司通过特殊拨款的第一轮资助，帮助公共电视台站向数字广播过渡；计划到2009年完成。

## 财务状况
公共广播公司的年度预算几乎是由美国国会的财政拨款及这些拨款的利息所构成。预算中的95%将直接用于内容开发、社区服务以及满足地方台站和系统的需求。以2014财年的预算为例，公司收入为4.455亿美元；其中财政拨款为4.45亿美元，而拨款的利息收入为50万美元。而这些收入的开支情况如下：
- 直接向地方公共电视台拨款2.278亿美元
- 电视节目拨款7,463万美元
- 直接向地方公共广播电台拨款6,931万美元
- 向公共广播电视公司拨款2,667万美元
- 用于广播节目以及全国节目的制作和获取拨款2,284万美元
- 公共广播公司行政办公费用拨款2,225万美元
- 广播电台节目基金拨款700万美元

公共广播台站的收入主要来自观众或听众，以及公司和基金会的私人捐款。公共电视的资金大致来自各级政府和私营部门。
如果想要获得公共广播公司的广播台站必须遵守一些规则，例如：维护和公开会议、公开财务记录、成立社区顾问委员会、提供平等的就业机会、公布捐赠者名单和政治活动。

## 董事组成
公共广播公司董事会9名董事需经美国总统提名并得到美国参议院确认方可上任；每位董事的任期为六年。截至2019年5月，董事会共有8名成员，其中布鲁斯·拉莫（Bruce M. Ramer）为董事长。根据《1967年公共广播法》的规定，总统所任命的同党籍董事数量不能超过5名。
| 姓名                                  | 头衔     | 提名总统                                  |
| ------------------------------------- | -------- | ----------------------------------------- |
| 布鲁斯·拉莫（Bruce M. Ramer）                       | 董事长   | 乔治·布什 / 巴拉克·奥巴马 / 唐纳德·特朗普 |
| 帕特里夏·卡希尔（Patricia Cahill）                   | 副董事长 | 巴拉克·奥巴马                             |
| 鲁比·卡尔维特（Ruby Calvert）                     | 董事     | 唐纳德·特朗普                             |
| 朱蒂斯·达文波特（Judith Davenport）                   | 董事     | 巴拉克·奥巴马                             |
| 米里亚姆·赫尔赖希（Miriam Hellreich） | 董事     | 唐纳德·特朗普                             |
| 罗伯特·曼德尔（Robert A. Mandell）    | 董事     | 唐纳德·特朗普                             |
| 劳拉·罗斯（Laura G. Ross）                         | 董事     | 唐纳德·特朗普                             |
| 伊丽莎白·桑巴勒（Elizabeth Sembler）                   | 董事     | 巴拉克·奥巴马                             |

公共广播公司董事会负责管理公共广播公司、制订公司政策并确定节目编排重点。董事会同时还负责任命公司总裁与首席执行官，并向他们提名公司其他管理人员。

## 立场争议
在2004年和2005年，分别来自公共广播电视公司和全国公共广播电台的人抱怨公共广播公司开始推动保守主义议程。但公共广播公司的董事却辩解他们只是寻求报道平衡。2002年和2003年对公共广播电视公司和全国公共广播电台的受众民意调查结果显示，几乎没有人认为这些组织的新闻报道存在偏见；而那些极少数看到偏见的人则在他们认为报道有利于哪一方的问题上存在分歧。
有关公共广播公司推动保守议程的指控在2005年达到高峰。在2003年9月至2005年9月期间，时任公共广播公司董事长的肯尼斯·汤姆林森委任一名保守派同事对公共广播电视公司的节目《比尔·莫耶斯的现在》是否存在偏见进行单方面调查，同时还任命了两名保守派为公司的监察员。肯尼斯的这些举动严重激怒了公共广播电视公司和全国公共广播电台的支持者们。2005年11月3日，公共广播公司总巡查长肯尼斯·康兹（Kenneth Konz）发表对肯尼斯·汤姆林森的任职调查报告。基于这份报告，在美国众议院的民主党议员强烈要求下，肯尼斯辞去了董事长一职。这份报告于11月15日公开，它指出：
|  | 我们发现有证据表明，在公共广播公司与公共广播电视公司谈判期间，公共广播公司前董事长违反了相关法律及《董事道德守则》，他直接与新公共事务节目的创作者之一进行了交易。我们的调查还发现，有证据表明，“政治测试”是前董事长为公共广播公司招聘总裁和首席执行官时使用的主要标准，这违反了针对此类行为的法定禁令。 |

## 报道要求
《1967年公共广播法》要求公共广播公司“在所有有争议性的节目或系列节目中严格保持客观性和平衡性”。法案还要求公共广播公司定期审查国家方案编制的客观性和平衡性，并就“它为解决有关客观性和平衡性问题所作的努力”提出报告。